# Адміністративний устрій Овруцького району
Адміністративний устрій Овруцького району — адміністративно-територіальний поділ Овруцького району Житомирської області на 1 міську територіальну громаду, 1 сільську територіальну громаду, 1 селищну і 5 сільських рад, які об'єднують 137 населених пунктів та підпорядковані Овруцькій районній раді. Адміністративний центр — місто Овруч.

## Сучасний адміністративний устрій

### Список громад
| № | Назва                         | Центр       | Населені пункти | Площа км² | Місце за площею | Населення (2001), осіб | Місце за населенням |
| - | ----------------------------- | ----------- | --- | --------- | --------------- | ---------------------- | ------------------- |
| 1 | Овруцька міська громада       | м. Овруч    | с. Базарівка с. Барвінкове с. Богданівка с. Бондарі с. Бондарівка с. Велика Фосня с. Велика Хайча с. Велика Чернігівка с. Великий Кобилин с. Великі Мошки с. Верхня Рудня с. Веселівка с. Гаєвичі с. Гошів с. Гуничі с. Дівошин с. Довгиничі с. Дубовий Гай с. Заболоть с. Заріччя с. Заськи с. Збраньки с. Камінь с. Кирдани с. Клинець с. Колосівка с. Коптівщина с. Кораки с. Коренівка с. Корчівка с. Красносілка с. Левковицький Млинок с. Левковичі с. Лукішки с. Мала Фосня с. Мала Хайча с. Мала Чернігівка с. Малий Кобилин с. Малі Мошки с. Мамеч с. Мишковичі с. Мочульня с. Мощаниця с. Нагоряни с. Невгоди с. Нивки с. Нижня Рудня с. Новосілки с. Норинськ м. Овруч с. Оленичі с. Острів с. Острови с. Павловичі с. Папірня с. Підвелідники с. Підруддя с. Піщаниця с. Покалів с. Поліське с. Полохачів с. Потаповичі с. Привар с. Раківщина с. Середня Рудня с. Сирківщина с. Скребеличі с. Слобода с. Слобода-Новоселицька с. Слобода-Шоломківська с. Смоляне с. Стугівщина с. Теклівка с. Хлупляни с. Черепин с. Черепинки с. Шоломки с. Ясенець с. Яцковичі |           |                 |                        |                     |
| 2 | Словечанська сільська громада | с. Словечне | с. Антоновичі с. Бігунь с. Білка с. Верпа с. Возлякове с. Возничі с. Городець с. Дуби с. Задорожок с. Кованка с. Козулі с. Кошечки с. Листвин с. Лучанки с. Мацьки с. Можари с. Нова Рудня с. Переброди с. Побичі с. Рокитне с. Селезівка с. Сирниця с. Словечне с. Тхорин с. Усове с. Червонка с. Червоносілка с. Черевки |           |                 |                        |                     |

### Список рад
| № | Назва                         | Центр             | Населені пункти                                                                                  | Площа км² | Місце за площею | Населення (2001), чол. | Місце за населенням |
| - | ----------------------------- | ----------------- | ------------------------------------------------------------------------------------------------ | --------- | --------------- | ---------------------- | ------------------- |
| 1 | Першотравнева селищна рада    | смт Першотравневе | с. Кам'янівка смт Першотравневе                                                                  |           |                 |                        |                     |
| 2 | Гладковицька сільська рада    | с. Гладковичі     | с. Гладковицька Кам'янка с. Гладковичі с. Гусарівка с. Радчиці с. Сташки с. Товкачі              |           |                 |                        |                     |
| 3 | Ігнатпільська сільська рада   | с. Ігнатпіль      | с. Білокамінка с. Ігнатпіль с. Млини с. Павлюківка с. Рудня с. Семени                            |           |                 |                        |                     |
| 4 | Колесниківська сільська рада  | с. Личмани        | с. Збраньківці с. Личмани с-ще Магдин                                                            |           |                 |                        |                     |
| 5 | Нововелідницька сільська рада | с. Нові Велідники | с. Іллімка с. Красилівка с. Нові Велідники с. Прибитки с. Сорокопень с. Старі Велідники с. Чабан |           |                 |                        |                     |
| 6 | Руднянська сільська рада      | с. Рудня          | с. Бережесть с. Бірківське с. Виступовичі с. Думинське с. Прилуки с. Рудня                       |           |                 |                        |                     |

## Адміністративний устрій до реформи 2015 року
До адміністративної реформи 2015 року Овруцький район поділявся на 1 міську, 1 селищну і 31 сільську раду, які об'єднували 137 населених пунктів.
| №  | Назва                            | Центр                | Населені пункти                                                                                  | Площа км² | Місце за площею | Населення (2001), чол. | Місце за населенням |
| -- | -------------------------------- | -------------------- | ------------------------------------------------------------------------------------------------ | --------- | --------------- | ---------------------- | ------------------- |
| 1  | Овруцька міська рада             | м. Овруч             | м. Овруч                                                                                         |           |                 |                        |                     |
| 2  | Першотравнева селищна рада       | смт Першотравневе    | смт Першотравневе с. Кам'янівка                                                                  |           |                 |                        |                     |
| 3  | Бігунська сільська рада          | с. Бігунь            | с. Бігунь с. Селезівка                                                                           |           |                 |                        |                     |
| 4  | Бондарівська сільська рада       | с. Бондарі           | с. Бондарі с. Бондарівка с. Красносілка с. Папірня                                               |           |                 |                        |                     |
| 5  | Великофоснянська сільська рада   | с. Велика Фосня      | с. Велика Фосня с. Мала Фосня                                                                    |           |                 |                        |                     |
| 6  | Великохайчанська сільська рада   | с. Велика Хайча      | с. Велика Хайча с. Великий Кобилин с. Мала Хайча с. Малий Кобилин                                |           |                 |                        |                     |
| 7  | Великочернігівська сільська рада | с. Велика Чернігівка | с. Велика Чернігівка с. Богданівка с. Камінь с. Мала Чернігівка с. Мамеч с. Нивки с. Привар      |           |                 |                        |                     |
| 8  | Гладковицька сільська рада       | с. Гладковичі        | с. Гладковичі с. Гладковицька Кам'янка с. Гусарівка с. Радчиці с. Сташки с. Товкачі              |           |                 |                        |                     |
| 9  | Городецька сільська рада         | с. Городець          | с. Городець с. Побичі с. Сирниця                                                                 |           |                 |                        |                     |
| 10 | Гошівська сільська рада          | с. Гошів             | с. Гошів с. Базарівка с. Потаповичі с. Смоляне                                                   |           |                 |                        |                     |
| 11 | Зарічанська сільська рада        | с. Заріччя           | с. Заріччя с. Острів                                                                             |           |                 |                        |                     |
| 12 | Ігнатпільська сільська рада      | с. Ігнатпіль         | с. Ігнатпіль с. Білокамінка с. Млини с. Павлюківка с. Рудня с. Семени                            |           |                 |                        |                     |
| 13 | Кирданівська сільська рада       | с. Кирдани           | с. Кирдани с. Дубовий Гай с. Корчівка                                                            |           |                 |                        |                     |
| 14 | Колесниківська сільська рада     | с. Личмани           | с. Личмани с. Збраньківці с-ще Магдин                                                            |           |                 |                        |                     |
| 15 | Левковицька сільська рада        | с. Левковичі         | с. Левковичі с. Левковицький Млинок с. Острови                                                   |           |                 |                        |                     |
| 16 | Листвинська сільська рада        | с. Листвин           | с. Листвин с. Кошечки с. Рокитне                                                                 |           |                 |                        |                     |
| 17 | Лучанківська сільська рада       | с. Лучанки           | с. Лучанки с. Возничі с. Козулі с. Мацьки                                                        |           |                 |                        |                     |
| 18 | Можарівська сільська рада        | с. Можари            | с. Можари с. Верпа с. Червоносілка                                                               |           |                 |                        |                     |
| 19 | Невгодівська сільська рада       | с. Невгоди           | с. Невгоди с. Веселівка                                                                          |           |                 |                        |                     |
| 20 | Нововелідницька сільська рада    | с. Нові Велідники    | с. Нові Велідники с. Іллімка с. Красилівка с. Прибитки с. Сорокопень с. Старі Велідники с. Чабан |           |                 |                        |                     |
| 21 | Норинська сільська рада          | с. Норинськ          | с. Норинськ с. Мощаниця с. Підвелідники                                                          |           |                 |                        |                     |
| 22 | Підрудянська сільська рада       | с. Підруддя          | с. Підруддя с. Колосівка с. Яцковичі                                                             |           |                 |                        |                     |
| 23 | Піщаницька сільська рада         | с. Піщаниця          | с. Піщаниця с. Клинець с. Мишковичі с. Мочульня с. Павловичі с. Поліське                         |           |                 |                        |                     |
| 24 | Покалівська сільська рада        | с. Покалів           | с. Покалів с. Барвінкове с. Гаєвичі с. Дівошин с. Коптівщина с. Полохачів с. Скребеличі          |           |                 |                        |                     |
| 25 | Раківщинська сільська рада       | с. Раківщина         | с. Раківщина с. Великі Мошки с. Гуничі с. Малі Мошки с. Новосілки с. Слобода-Новоселицька        |           |                 |                        |                     |
| 26 | Руднянська сільська рада         | с. Рудня             | с. Рудня с. Бережесть с. Бірківське с. Виступовичі с. Думинське с. Прилуки                       |           |                 |                        |                     |
| 27 | Слобідська сільська рада         | с. Слобода           | с. Слобода с. Верхня Рудня с. Заболоть с. Кораки с. Нижня Рудня с. Середня Рудня с. Ясенець      |           |                 |                        |                     |
| 28 | Словечанська сільська рада       | с. Словечне          | с. Словечне с. Антоновичі с. Дуби с. Задорожок с. Тхорин                                         |           |                 |                        |                     |
| 29 | Усівська сільська рада           | с. Усове             | с. Усове с. Кованка с. Нова Рудня с. Переброди с. Червонка                                       |           |                 |                        |                     |
| 30 | Хлуплянська сільська рада        | с. Хлупляни          | с. Хлупляни с. Нагоряни с. Оленичі с. Сирківщина с. Стугівщина с. Теклівка                       |           |                 |                        |                     |
| 31 | Черевківська сільська рада       | с. Черевки           | с. Черевки с. Білка с. Возлякове                                                                 |           |                 |                        |                     |
| 32 | Черепинська сільська рада        | с. Черепин           | с. Черепин с. Заськи с. Коренівка с. Лукішки с. Черепинки                                        |           |                 |                        |                     |
| 33 | Шоломківська сільська рада       | с. Шоломки           | с. Шоломки с. Довгиничі с. Збраньки с. Слобода-Шоломківська                                      |           |                 |                        |                     |

* Примітки: м. — місто, смт — селище міського типу, с. — село, с-ще — селище

## Історія
Утворений 7 березня 1923 року в складі Коростенської округи Волинської губернії з Богданівської, Велико-Мошківської, Великочернігівської, Виступовицької, Гладковицької, Гуницької, Кам'яно-Товкачівської, Кирданівської, Липської, Підрудської, Руднє-Мечненської та Товкачівської сільських рад Гладковицької волості, Будо-Любівської, Давидківської, Клочківської, Ново-Радчанської, Олексіївської, Омельниківської та Ситівської сільських рад Христинівської волості, Васьковицької, Великофосенської, Гошівської, Ігнатпільської, Потаповицької та Швабівської сільських рад Велико-Фосенської волості, Піщаницької та Черепківської сільських рад Покалівської волості, Шоломківської сільської ради Норинської волості Овруцького повіту.
21 серпня 1924 року Давидківську, Клочківську, Ново-Радчанську, Олексіївську та Омельниківську сільські ради передано до складу Народицького району. 1925—26 роки — в складі району було утворено Людвинівську, Мамецьку, Невгодівську, Раківщинську, Селищанську, Хутір-Гошівську сільські та Овруцьку селищну ради. 25 січня 1926 року до складу району передано Бондарівську, Великохайчанську, Збраньківську, Норинську сільські ради Лугинського району та Дівошинську, Жолонську, Коптівщинську, Покалівську сільські ради Словечанського району, 5 лютого 1933 року Васьковицьку сільську раду передано до складу Коростенського району. 16 червня 1934 року ліквідовано Дівошинську та Піхоцьку сільські ради.
В 1941-43 роках територія району входила до гебітскомісаріату Овруч Генеральної округи Житомир та складалась з Базарівської, Бідунської, Боговицької, Бондарецької, Бірківської, Борутинської, Велико-Кобилинської, Вересівської, Гептарівської, Гошіво-Млинської, Гошіво-Німецької, Гошіво-Семенівської, Гаєвицької, Гладковицько-Камянської, Годотемельської, Грезівської, Дівошинської, Деревецької, Деркачської, Довгиницької, Дубинської, Жолонь-Ситівської, Жуковської, Журбівської, Загреблівської, Заськівської, Кайтанівської, Кам'янської, Клинецької, Колесниківської, Корчевинської, Костюшківської, Костюково-Ліської, Кур'янської, Красносільської, Крукської, Личманської, Лукішської, Людвинівської, Магдинської, Малокобилинської, Маломошківської, Малофоснянської, Малохайчанської, Малочернігівської, Мженської, Мишковицької, Мочульненської, Новоселецької, Овруцької, Олександрівської, Островської, Папірнянської, Павловицької, Першківської, Піхоцької, Підчашенської, Полохачівської, Приварівської, Прилуцької, Редчицької, Руднє-Старопотаповицької, Рулівщинської, Руднє-Мечненської, Сарнинської, Сидорівської, Скребелицької, Слободо-Новоселицької, Слободо-Шоломківської, Солотинської, Сочинської, Старо-Переїздівської, Сташко-Гусарівської, Степківської, Стовпечнівської, Черепківської, Швабо-Залужської та Яцковицької сільських управ.
3 липня 1952 року в складі району було утворено Першотравневу селищну раду. 11 серпня 1954 року ліквідовано Богданівську, Великомошківську, Гуницьку, Збраньківську, Кам'яно-Товкачівську, Мамецьку, Поліську, Потаповицьку, Селищенську, Ситівську, Товкачівську та Хутір-Гошівську сільські ради. 30 грудня 1962 року до складу району включено територію ліквідованих Народицького та Словечанського районів. 7 березня 1963 року Базарську, Великокліщівську, Голубієвицьку, Гуто-Мар'ятинську, Калинівську, Межиліську сільські ради та 5 січня 1965 року Любарську, Малокліщівську, Маломіньківську сільські ради передано до складу Малинського району, включено до складу Овруцького району Повчанську сільську раду Олевського району та Першотравенську селищну раду Коростенської міської ради.
8 грудня 1966 року до складу відновленого Народицького району передано Народицьку селищну та Болотницьку, В'язівську, Давидківську, Довголіську, Закусилівську, Ласківську, Любарську, Малокліщівську, Маломіньківську, Новодорогинську, Норинцівську, Селецьку, Стародорогинську, Христинівську сільські ради.
18 червня 1990 року відновлено Зарічанську сільську раду. 15 квітня 1995 року ліквідовано Переїздівську сільську раду.
До початку адміністративно-територіальної реформи в Україні (станом на початок 2015 року) до складу району входили міська, селищна та 31 сільська ради.
13 квітня 2017 року в складі району було утворено Овруцьку міську територіальну громаду, внаслідок чого 9 листопада 2017 року припинили існування Овруцька міська та Бондарівська, Великофоснянська, Великохайчанська, Великочернігівська, Гошівська, Зарічанська, Кирданівська, Невгодівська, Норинська, Підрудянська, Піщаницька, Покалівська, Раківщинська, Хлуплянська, Черепинська, Шоломківська сільські ради, 20 грудня 2019 року — Левковицька та Слобідська сільські ради, котрі увійшли до складу громади.
7 липня 2017 року в складі району утворено Словечанську сільську територіальну громаду, до складу котрої увійшли та були ліквідовані 8 листопада 2017 року Городецька, Листвинська, Лучанківська, Можарівська, Словечанська, Усівська, Черевківська сільські ради, 18 січня 2018 року — Бігунська сільська рада.
На час ліквідації району, відповідно до Постанови Верховної Ради України від 17 липня 2020 року, до його складу входили міська та сільська об'єднані територіальні громади, селищна та 5 сільських рад.